# Falcolipeurus quadripustulatus
Falcolipeurus quadripustulatus är en insektsart som först beskrevs av Hermann Burmeister 1838.  Falcolipeurus quadripustulatus ingår i släktet sexögonlöss, och familjen fjäderlöss. Arten är reproducerande i Sverige.